# Швиденко, Анатолий Зиновьевич
Анато́лий Зино́вьевич Швиденко (род. 20 сентября 1937) — доктор с.-х. наук, профессор, академик международной академии информатизации, главный научный сотрудник Института леса им. В. Н. Сукачева Сибирского отделения РАН и Международного института прикладного системного анализа, Австрия .
Окончил Украинскую с.-х. академию, специальность лесное хозяйство, и Киевский государственный университет, специальность прикладная математика. Основные научные результаты в моделировании роста и продуктивности лесов Северной Евразии и их влияния на глобальные биогеохимические циклы. Лауреат Государственной премии Украины в области науки и техники. Руководитель и ответственный исполнитель многих международных проектов (Siberia-II , IRIS , Enviro-RISK  (недоступная ссылка), Third Millennium Ecosystem Assessment ). Автор и соавтор более 400 научных публикаций, включая 15 книг.

## Биография
1954—1959 — студент лесохозяйственного факультета Украинской сельскохозяйственной академии. По окончании обучения присвоена квалификация инженера лесного хозяйства.
1959—1961 — инженер-таксатор Хабаровской лесоустроительной экспедиции, г. Хабаровск.
1961—1963 — младший научный сотрудник Сахалинской лесной опятной станции ДалНИИЛХа, г.Долинск, Сахалинской области.
1963—1966 — главный лесничий Долинского лесхоза, г. Долинск, Сахалинской области.
1966—1968 — аспирант кафедры лесной таксации Украинской сельскохозяйственной академии. По окончании в 1968 защитил диссертацию на соискание звания кандидата сельскохозяйственных наук.
1968—1972 — студент физико-математического факультета Киевского государственного университета. Присвоена квалификация математика (теория вероятностей и математическая статистика).
1968—1988 — ассистент (с 1968), старший преподаватель (с 1971), доцент и заведующий кафедрой лесной таксации (с 1980) .
1983 — защитил докторскую диссертацию и получил звание профессора.
1988—1992 — директор Всесоюзного (с 1991 года всероссийского) научно-исследовательского и информационного центра по лесным ресурсам (ВНИИЦлесресурс), Москва.
с 1992 — ведущий научный сотрудник (2009—2011 — руководитель лесной программы) Международного института прикладного системного анализа, Австрия. 
с 2002 — главный научный сотрудник Института леса им. В. Н. Сукачева Сибирского отделения РАН, Красноярск.

## Научные труды
Автор и соавтор около 400 научных публикаций, включая 17 книг.
- Швиденко А.З., Щепащенко Д. Г., Нильссон С., Булуй Ю. И. Таблицы и модели хода роста и продуктивности насаждений основных лесообразующих пород Северной Евразии (нормативно-справочные материалы). Издание 2-е, доп.. — М.: Федеральное агентство лесного хозяйства, 2008. — С. 886.

- Щепащенко Д. Г., Швиденко А. З., Шалаев В. С. Биологическая продуктивность и бюджет углерода лиственничных лесов Северо-Востока России: Монография. — М.: Московский гос. ун-т леса, 2008. — С. 296. — ISBN 978-5-8135-0443.

- Швиденко А. З., Щепащенко Д. Г., Ваганов Е. А., Нильссон С. Чистая первичная продукция лесных экосистем России: новая оценка // Доклады Академии Наук. — 2008. — Т. 421, № 6. — С. 1—5.

- Швиденко А. З., Щепащенко Д. Г. Что мы знаем о лесах России сегодня? // Лесная таксация и лесоустройство. — 2011. — № 1—2(45-46). — С. 153—172.

- Швиденко А. З., Щепащенко Д. Г., академик Ваганов Е. А., Сухинин А. И., Максютов Ш. Ш., МкКаллум И., Лакида И. П. Влияние природных пожаров в России 1998-2010 гг. на экосистемы и глобальный углеродный бюджет // Доклады Академии Наук. — 2011. — Т. 441, № 4. — С. 544—548.

- Pan Y., Birdsey R., Fang J., Houghton R., Kauppi P., Kurz W., Phillips O., Shvidenko A. et al. A Large and Persistent Carbon Sink in the World’s Forests // Science. — 2011. — Т. 1201609.
- Gauthier S., Bernier P., Kuuluvainen T., Shvidenko A.Z., Schepaschenko D.G. Boreal forest health and global change // Science. 2015. — 349 (6250). pp. 819–822.

## Награды и звания
- кандидат сельскохозяйственных наук (1968)
- доктор сельскохозяйственных наук (1982)
- Почётный знак «Ветеран лесоустройства» (1982)
- Бронзовая медаль «За успехи в народном хозяйстве СССР» (1984)
- Орден «Знак Почёта» (1986)
- Лауреат государственной премии УССР в области науки и техники (1990)
- Почётный диплом Международной ассоциации исследователей бореальных лесов (1996)
- Диплом 2-й степени ООН за научные и технологические достижения в охране окружающей среды (Zayed international prize for the environment) (2005)
- Нобелевская премия мира за 2007 год, которую разделили Альберт Гор и группа учёных IPCC  за работу по защите окружающей среды и исследованиям по проблеме изменения климата.
- Почетный профессор Национального университета биоресурсов и природопользования Украины (2007)